# Brachysternus germaini
Brachysternus germaini är en skalbaggsart som beskrevs av Ohaus 1910. Brachysternus germaini ingår i släktet Brachysternus och familjen Rutelidae. Inga underarter finns listade.